# Année internationale des langues
Pour les articles homonymes, voir IYL.
L'année 2008 a été déclarée « Année internationale des langues » par l'Assemblée générale de l'Organisation des Nations unies lors de sa séance plénière du 16 mai 2007,.
Aux termes de cette résolution, l'année 2008 sera donc consacrée à la promotion de l'unité dans la diversité linguistique. 
L'Assemblée a ensuite fait également appel aux États membres et au Secrétariat pour encourager la conservation et la défense de toutes les langues parlées par les peuples du monde entier, demandant au Secrétaire général de désigner un coordonnateur pour le multilinguisme.